# Magistrat de la ville de Strasbourg
Pour les articles homonymes, voir Magistrat (homonymie).
Le Magistrat de la ville de Strasbourg désigne l'ensemble des membres de l’administration à la tête l'ancienne ville impériale libre de Strasbourg au Moyen Âge et à l'époque moderne, et ne doit pas être confondu avec l'actuelle fonction de magistrat.
Cette instance politique exerçait à partir du XIIIe siècle le pouvoir exécutif, législatif et judiciaire sans distinction. Plusieurs autorités et assemblées ont composé le Magistrat, notamment  le conseil des Treize, des Quinze et des Vingt-et-un. Cet ensemble a gouverné Strasbourg, alors cité-État du Saint-Empire romain germanique, jusqu'à la capitulation de la ville face aux armées de Louis XIV et à son annexion par la France en 1681. Il assure ensuite le rôle d'administration municipale jusqu'à sa dissolution le 1er décembre 1789 lors de la Révolution française.
Le Magistrat était également appelé « Régime permanent » ou « Régence perpétuelle » (en allemand : das bestændige Regiment).

## Composition

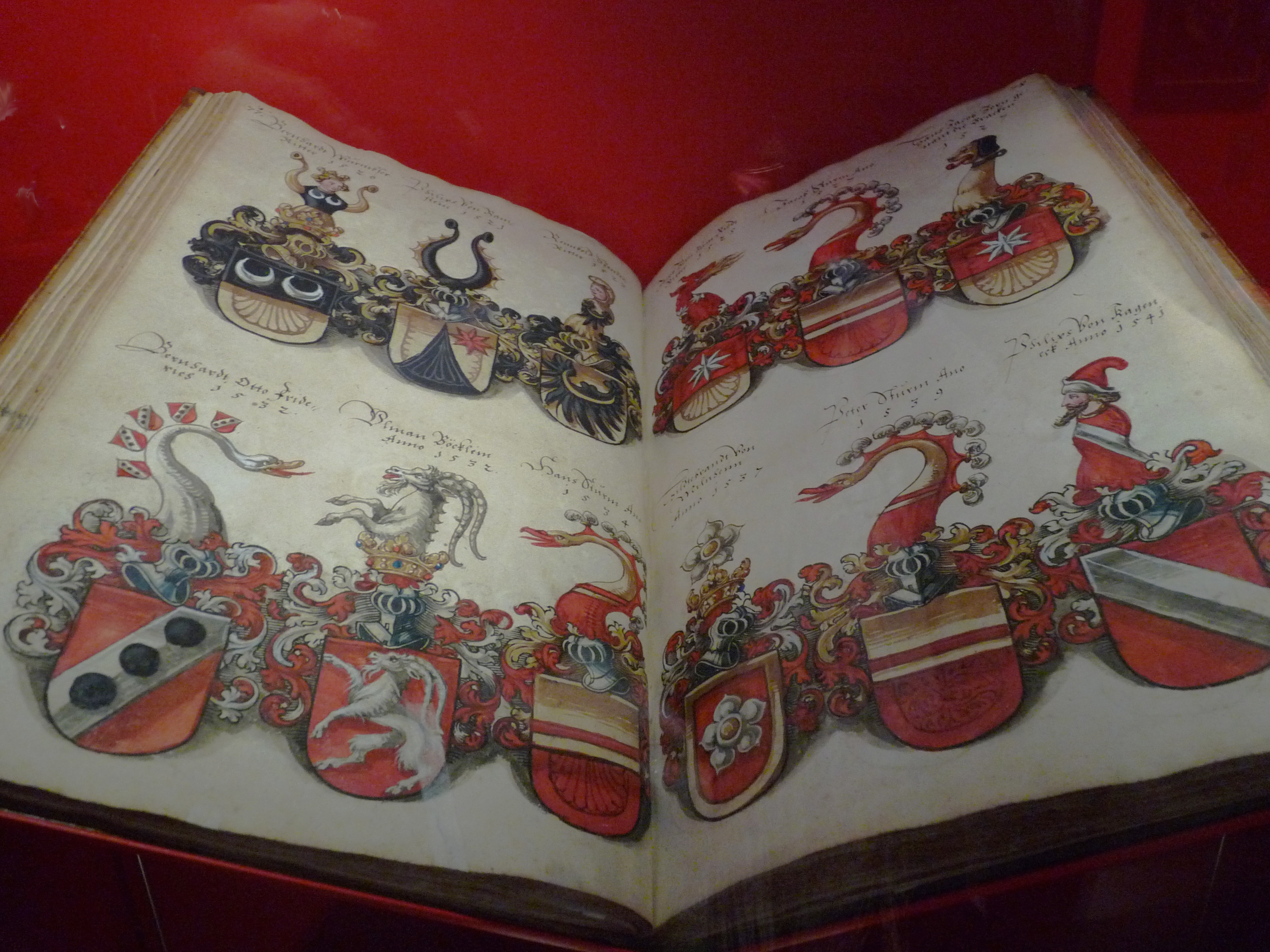
Armorial des Stettmeister et Ammeister de Strasbourg réalisé par Sebald Buheler et ses continuateurs
(Musée historique de Strasbourg)

La Constitution de la ville de Strasbourg (en allemand : Schwörbrief, « charte de serment ») a changé plusieurs fois tout au long du Moyen Âge, à cause notamment des conflits entre le patriciat et les corporations de la ville. Une stabilisation des institutions s’effectue par la dernière charte de 1482. Quand le Magistrat promulgue une ordonnance, celle-ci commence par les mots : « Nous, les maîtres, le Conseil et les Vingt-et-un ». Les maîtres, à la tête de la cité, c’est d’abord l’Ammeister, membre d’une des vingt corporations de type professionnel ou politique. Il exerce sa charge pendant un an et ne peut être réélu que cinq ans plus tard.  À côté de lui il y a le Stettmeister, obligatoirement patricien, dont les fonctions, surtout honorifiques, s’exercent pendant un trimestre.
Le Conseil des XIII ou Treize, composé de trente membres, est l’assemblée souveraine de la ville. Dix de ses trente membres sont des patriciens élus par le Conseil et vingt autres membres sont désignés par chacune des vingt corporations. Le Conseil est renouvelé chaque année pour moitié ; aucun de ses membres n’est immédiatement rééligible.
Depuis le XVe siècle, deux commissions, dont les membres sont cooptés à vie, exercent en fait l’essentiel du pouvoir. Les Treize s’occupent des affaires militaires et de la politique extérieure de la ville, le Conseil des XV, ou Quinze, des affaires internes de la ville. Quand les deux commissions étaient réunies, obligatoirement en présence du Conseil, elles formaient ce qu’on appelait le Conseil des XXI ou Vingt-et-un, même si leur nombre s’élevait à 28 ou 31. Ces corps se réunissaient deux fois par semaine chacun de son côté, et à raison de trois séances par semaine avec les membres du Conseil. À côté de ces instances fonctionnent des tribunaux et des commissions, spécialisées par exemple pour les écoles ou, à partir de la Réforme protestante, comme curateurs des paroisses. Un ou plusieurs conseillers en faisaient obligatoirement partie. Ainsi une cinquantaine de personnes formaient le Magistrat et gouvernait Strasbourg.
Les pouvoirs de justice et d’administration du Magistrat ont été maintenus quasiment jusqu'à la Révolution française. Mais, après le rattachement de la ville à la France en 1681, deux fonctions essentielles exercées par les Treize et les Quinze disparaissent : celles concernant le militaire, la défense et la politique étrangère. Celles-ci relèvent désormais de la monarchie française et du Conseil du roi à Versailles.